# Satu Mare (stacja kolejowa)
Satu Mare (rum: Gara Satu Mare, węgierski: Szatmárnémeti) – główna stacja kolejowa w Satu Mare, w okręgu Satu Mare, w Rumunii. Znajduje się ona niedaleko centrum miasta.
Stacja znajduje się na linii 400 CNCFR (Braszów - Siculeni - Deda - Dej - Baia Mare - Satu Mare), na linii 402 (Oradea - Săcueni - Carei - Satu Mare - Halmeu) i linii 417 (Satu Mare - Bixad). CFR Călători zapewnia bezpośrednie połączenia kolejowe do wszystkich większych miast Rumunii i do Budapesztu w 2008 r. Stacja Satu Mare obsługuje około 54 pociągów, w tym krajowe obsługiwane przez Căile Ferate Române.